# Renklod Saratovskiy
Renklod Saratovskiy en ruso: Ренклод Саратовский, es una variedad cultivar de ciruelo (Prunus domestica), de las denominadas ciruelas europeas,
una variedad de ciruelaobtenida en la "Estación de jardinería experimental de Saratov". Las frutas tienen un tamaño mediano, forma redondeada ligeramente ovobada, color principal del fruto azul, la cubierta es rojo oscuro, y pulpa de color amarillento, de sabor agridulce y astringente.

## Sinonimia
- "Ренклод Саратовский",
- "Reina Claudia Saratov",
- "Слива Ренклод Саратовский",
- "Sliva Renklod Saratovskiy"
- "Renclode Saratovskij",
- "Renklod Saratovskiy".[4]

## Historia
'Renklod Saratovskiy' es una variedad de ciruela creada por el obtentor G.I. Dimnova en la "Estación de jardinería experimental de Saratov" mediante el cruce de la variedad 'Serdobskaya Rannyaya' como "Parental Madre" x el polen de 'Mirnaya' como "Parental Padre". Ciruela considerada incluida en el grupo de las "Reinas Claudias".
'Renklod Saratovskiy' está sometido a pruebas estatales desde 1991.

## Características
'Renklod Saratovskiy' es un árbol grande, de rápido crecimiento, la corona se extiende, elevada, de densidad media, el color de la corteza del tronco es gris, la superficie es lisa, las lenticelas están ausentes; los brotes son rectos, medianos, marrón-marrón, desnudos, los entrenudos son cortos de 2,5 a 3,0 cm, la yema es ovalada, el ápice está biselado, la lámina de la hoja es alargada, de tamaño mediano, ancho medio, la base es puntiaguda, el ápice de la lámina de la hoja es gradualmente puntiagudo, verde oscuro, la pubescencia está ausente, la naturaleza de la curvatura es plana, lisa; el dentado de las placas está finamente dentado; pecíolo sin antocianina, las glándulas son medianas, blancas, 10 a 12 a 14; las estípulas están ausentes; las flores son dobles, de tamaño mediano, blancas; los brotes y los pétalos son blancos, la corrugación está ausente. El final del crecimiento de los brotes ocurre del 8 al 12 de junio, y el final de la vegetación el 23 de octubre.
'Renklod Saratovskiy' tiene frutos de tamaño mediano, tienen un peso promedio de 32 gr, son redondeada ligeramente ovobada, la piel del fruto es tierna con una ligera capa de pruina, el color principal del fruto es azul, la cubierta es rojo oscuro y la cavidad es amarilla; puntos ligeramente visibles; la sutura ventral es apenas perceptible; el pedúnculo es delgado y largo (24 mm), la unión del pedúnculo al fruto es débil y se separa fácilmente de la rama; la pulpa es de color amarillento, de sabor agridulce y astringente. Composición química de la piel y la pulpa: contenido de monosacáridos: 5,0 %, ácidos: 1,8 %, sacarosa: 4,8 %, relación azúcar-acidez: 5,4 %, catequinas libres: 48 mg/100 g, antocianinas: 88 mg/100 g, pectina: 8,5 %.
Hueso es semi adherente, se separa fácilmente de la pulpa, de tamaño pequeño, romo, ovalado y presenta pequeños surcos.
El fruto madura en la tercera decena de agosto y primera de septiembre.

## Usos
Una variedad de frutos aptos para consumo en fresco, y para elaboraciones industriales.

## Cualidades
La resistencia al calor es media. 
Objetivo de la selección: resistencia invernal y floración tardía, rendimiento y autofertilidad, frutos grandes y sabor, y resistencia a enfermedades y plagas.